# Самотня горішина
«Самотня горішина» («Մենավոր ընկուզենի») — радянський художній фільм-психологічна драма 1986 року, знятий режисером Лаврентієм Давтяном на кіностудії «Вірменфільм».

## Сюжет
Саак Камсарян, вчитель із гірського селища, розшифрувавши вибитий на стародавньому камені напис, дізнається, що його рідному Лернасару тисяча років. Герой розсилає односельцям, які роз'їхалися країною, запрошення і сподівається урочисто відсвяткувати ювілей. Однак до села доходить звістка про те, що сюди прямує кортеж із прахом Сірака Агаяна, за доносами якого свого часу невинно постраждали багато лернасарців. Коли похоронна процесія прибула в Лернасар, на її шляху встали люди похилого віку.

## У ролях
- Фрунзе Довлатян — Саак Камсарян
- Армен Джигарханян — Расмік
- Михайло Довлатян — молодий Камсарян
- Анаїт Арутюнян — Сона
- Сурен Оганесян — Арташес Мнеян
- Генріх Алавердян — Восканян
- Володимир Кочарян — Левон
- Нікогайос Єгіазарян — Навасард
- Рудольф Гевондян — молодий Мнеян
- Верджалуйс Міріджанян — Айкануш
- Рафаель Атоян — Оган
- Сергій Чолахян — Єрем
- Джульєтта Авакян — Гаяне
- Ованес Ванян — Армен
- Мігран Кечоглян — Вардун
- Георгій Мовсесян — Сафарян
- Левон Шарафян — Антонян
- Роберт Арутюнян — Аматуні
- Самвел Іванян — Ашотик
- Нерсес Оганесян — Осип
- Лаврентій Давтян — Лака Ширак
- Веніамін Овчіян — вчитель
- Гагік Аділханян — Саноян
- І. Манульова — Катя
- Р. Гаспарян — Врам
- Сусанна Григорян — Маріам
- Левон Батікян — секретар райкому
- Н. Ходжоян — Ашхен
- Марина Тбілелі — епізод
- Арташес Абелян — епізод
- Армен Сантросян — епізод
- Азат Гаспарян — епізод

## Знімальна група
- Режисер — Лаврентій Давтян
- Сценаристи — Арнольд Агабабов, Фрунзе Довлатян, Вардгес Петросян
- Оператор — Альберт Явурян
- Композитор — Мартин Вартазарян
- Художник — Рафаель Бабаян